# トンスラ

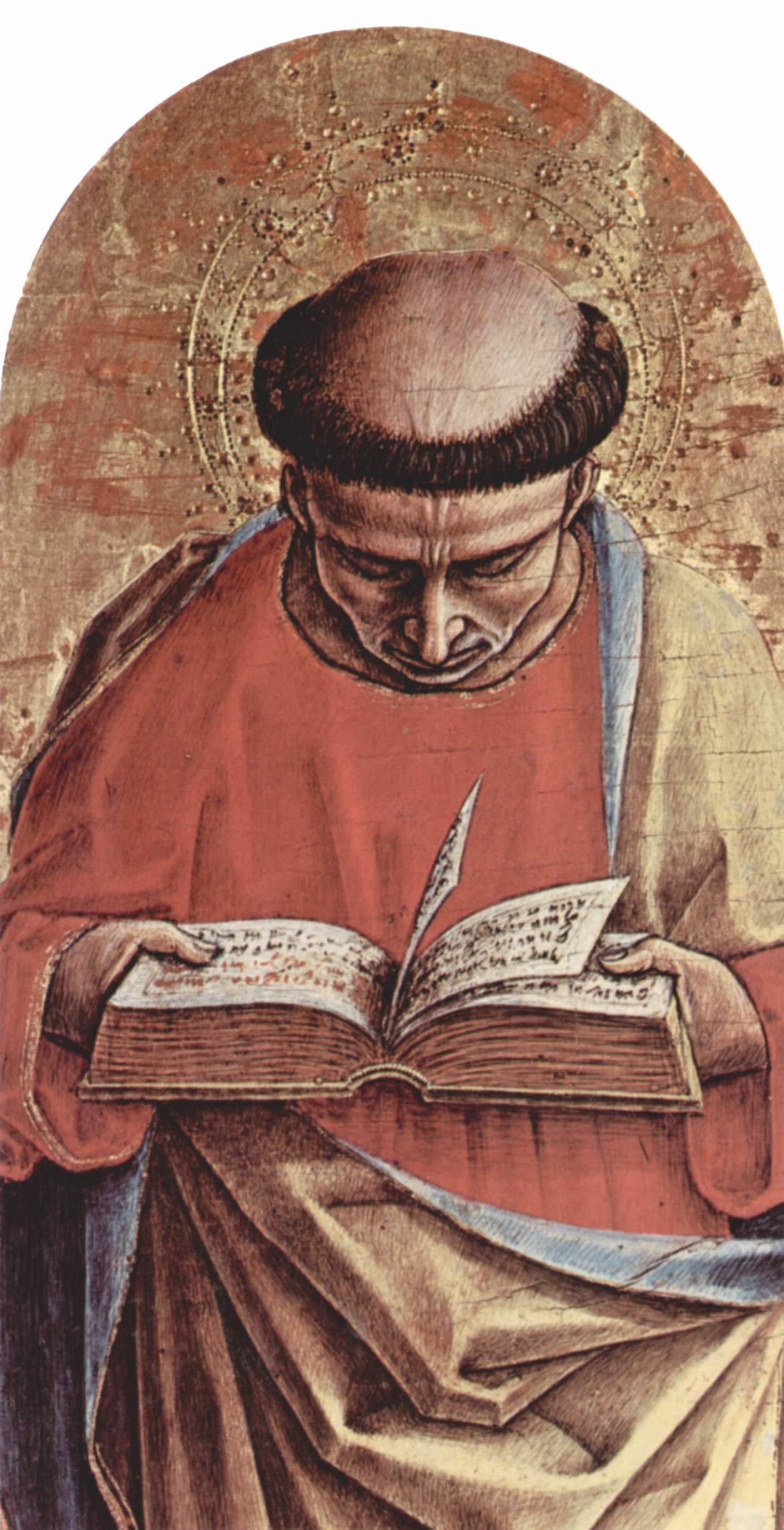
トンスラ

トンスラ（tōnsūra、古典ラテン語発音: [toːnˈsuː.ra] トーンスーラ）とは、髪の毛を剃ること。剃髪とも訳される。キリスト教・仏教・ヒンドゥー教などで見られる。日本語では、カトリックの剃髪の髪型のみを指すことも多い。

## キリスト教
日本語では「トンスラ」あるいは「トンスーラ」と呼ばれる。カトリック教会の修道士の髪型として知られ、鉢巻をしたような形に頭髪を残し、それ以外の頭頂部および側頭部から後頭部にかけてを剃る。
この髪型の由来は定かではないが、13世紀のイタリア大司教ヤコブス・デ・ウォラギネは著書『黄金伝説』のなかで、トンスラの始まりはペテロがアンティオケイアで説教中にキリストの聖名を侮辱する人々に頭頂部の髪を切り落とされた故事に由来する、という説を述べている。
また、磔刑となったイエス・キリストが十字架上で頭にかぶせられていたとされる、いばらの冠を模しているともいわれる。
長髪が男性の象徴とされていた中世初期に、トンスラは俗世と決別した聖職者のアイデンティティの一部として普及していた。6世紀の聖職者ベーダ・ヴェネラビリスは『教会史』のなかでトンスラの意味について、トンスラにすることが俗人身分から聖職者身分への移行の象徴であり、聖俗を明確に分けるしるしであると述べている。当初は自発的に行われていたトンスラは、13世紀以降には全聖職者に強制される髪型となった。
第2バチカン公会議頃からこの習慣は廃れ始め、1972年には公式に廃止された。
修道士のトンスラとは異なるが、かつて司祭になる際には、後ろ髪を2-3cm程度ハサミで丸く刈りとることも叙階の儀式として行っていた。
なお、日本ではフランシスコ・ザビエルを描いたとされる『聖フランシスコ・ザヴィエル像』に見られる髪型が有名であるが、これはザビエル没後80年頃に日本人絵師が想像で描いたものといわれている。しかし、構図などがヒエロニムス・ヴィーリクスの銅版画『聖フランシスコ・ザビエル』に酷似していることから、これを参考に描いたのではないかという考察もある。本来のトンスラとは違って頭頂部のみを剃髪している。また、ザビエルが属していたイエズス会ではトンスラの習慣がなかったため、彼の髪形はトンスラではなかったという説もある。
正教会の修道士には頭髪を剃る習慣はなく、むしろ髪を伸ばす習慣がある。

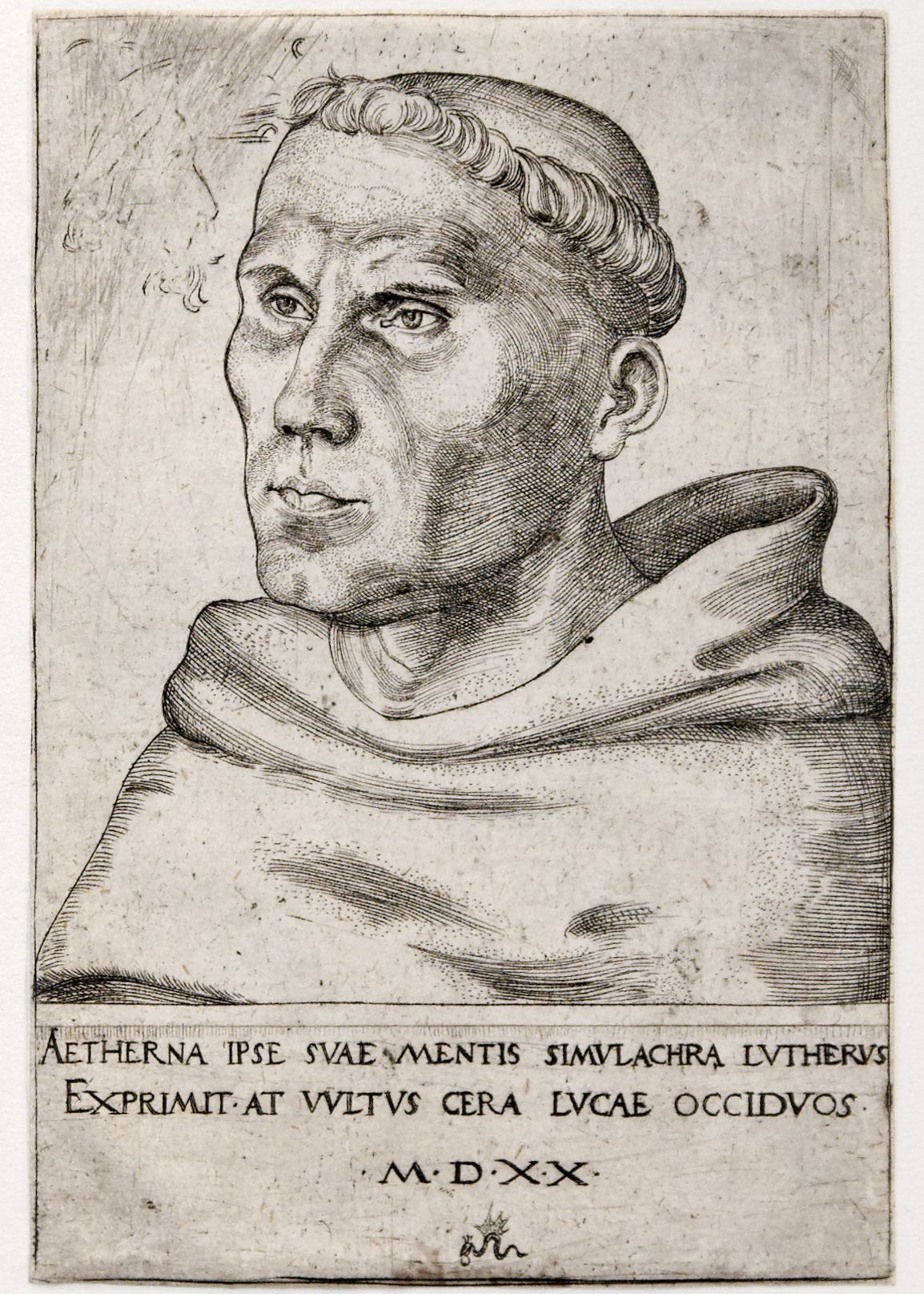
修道士時代のマルティン・ルター（アウグスチノ会）
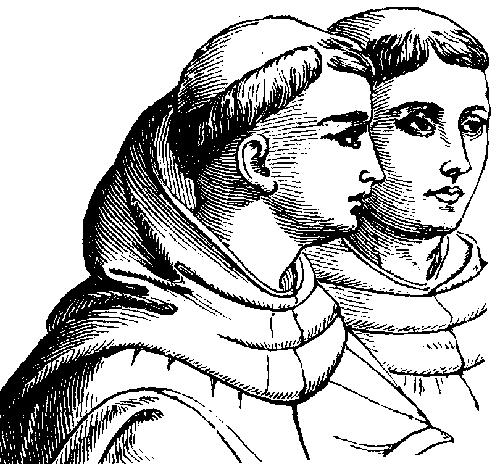
ローマ時代のトンスラ
聖フランシスコ・ザビエル像
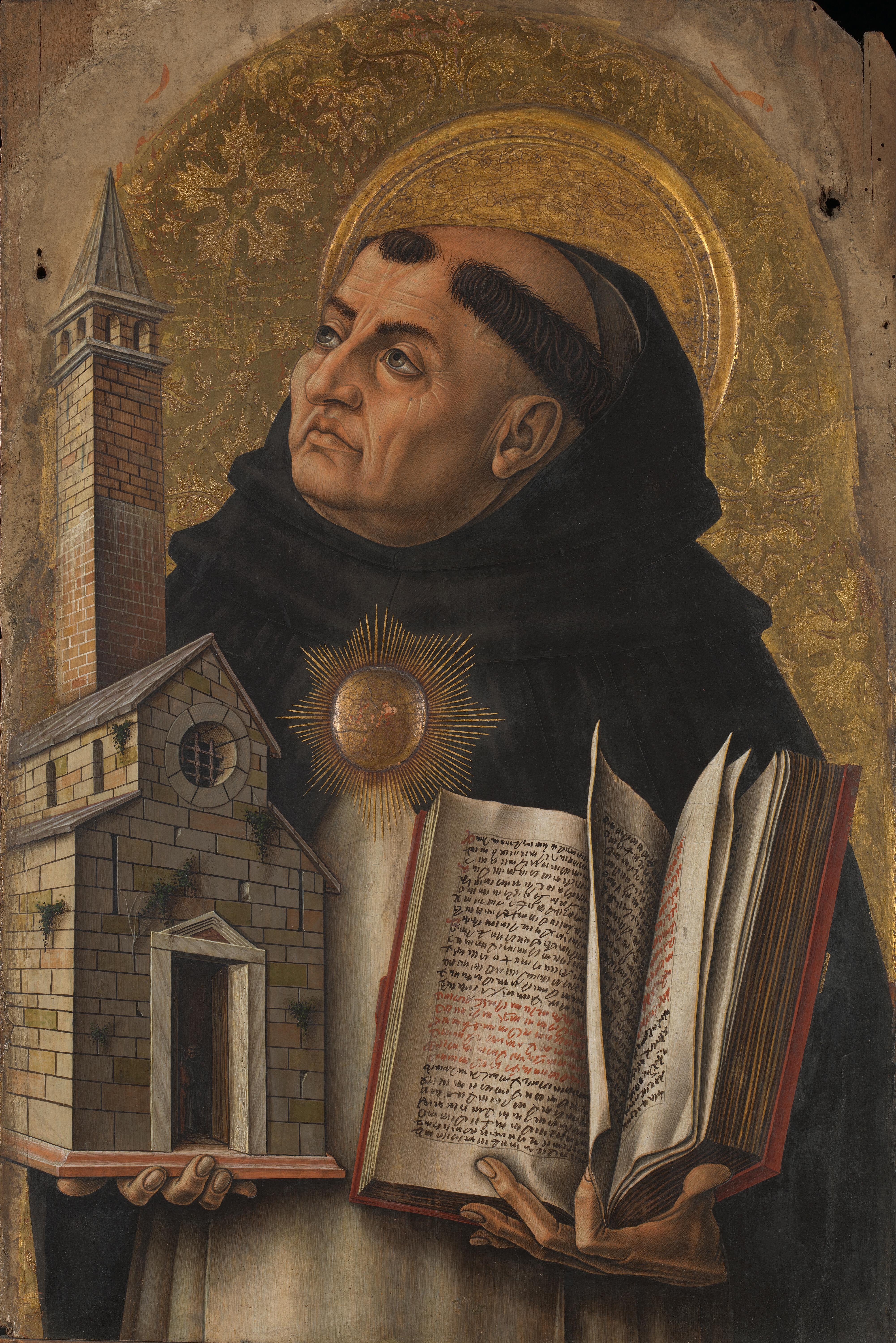
トマス・アクィナス（ドミニコ会）